# Ігри малих держав Європи
Ігри малих держав Європи (англ. Games of the Small States of Europe) — регіональні міжнародні комплексні спортивні змагання, що проводяться кожні 2 року національними олімпійськими комітетами 9 малих держав Європи.

## Історія

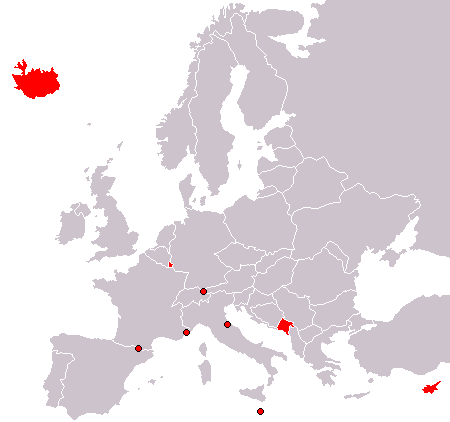
Країни-учасниці Ігор

Ідея проведення Ігор склалася в 1981 році під час проведення Олімпійського Конгресу в Баден-Бадені, на якому відбулася зустріч представників 8 малих держав Європи. Через три роки було ухвалено рішення про організацію перших подібних Ігор 1985 року в Сан-Марино.
Ігри проводяться відповідно до норм і правил міжнародних спортивних федерацій та Олімпійської хартії і перебувають під опікою Європейських олімпійських комітетів. Організатором виступає Група малих держав ЄОК. До неї входять держави Європи, представлені Національними олімпійськими комітетами і мають населення менше 1 мільйона осіб. Це Андорра, Ісландія, Республіка Кіпр, Кіпр, Ліхтенштейн, Люксембург, Мальта, Монако, Сан-Маріно, вони брали участь з перших ігор 1985 року. 1 червня 2009 ріка до Групи приєдналася Чорногорія.

### Кандидати
Фарерські острови шукають визнання у Міжнародному олімпійському комітеті, щоб брати участь у Іграх малих держав Європи. На відміну від справжніх учасників, Фарерські острови не є Суверенною державою, а є автономною частиною Королівства Данія. У 2021 ріку до Групи приєднається Ватикан.

## Список Ігор
| Ігри  | Рік  | Країна      | Дати                      | Збірних        |
| ----- | ---- | ----------- | ------------------------- | -------------- |
| I     | 1985 | Сан-Марино  | 23—26 травня 1985         | 8              |
| II    | 1987 | Сан-Марино  | 14—17 травня 1987         | 8              |
| III   | 1989 | Кіпр        | 17—20 травня 1989         | 8              |
| IV    | 1991 | Андорра     | 21—25 травня 1991         | 8              |
| V     | 1993 | Мальта      | 25—29 травня 1993         | 8              |
| VI    | 1995 | Люксембург  | 29 травня — 3 червня 1995 | 8              |
| VII   | 1997 | Ісландія    | 2—7 червня 1997           | 8              |
| VIII  | 1999 | Ліхтенштейн | 24—29 травня 1999         | 8              |
| IX    | 2001 | Сан-Марино  | 29 травня — 2 червня 2001 | 8              |
| X     | 2003 | Мальта      | 2—7 червня 2003           | 8              |
| XI    | 2005 | Андорра     | 30 травня — 4 червня 2005 | 8              |
| XII   | 2007 | Сан-Марино  | 4—9 червня 2007           | 8              |
| XIII  | 2009 | Кіпр        | 1—6 червня 2009           | 8              |
| XIV   | 2011 | Ліхтенштейн | 30 травня — 4 червня 2011 | 9              |
| XV    | 2013 | Люксембург  | 27 травня — 1 червня 2013 | 9              |
| XVI   | 2015 | Ісландія    | 1—6 червня 2015           | 9              |
| XVII  | 2017 | Сан-Марино  | 29 травня — 3 червня 2017 | 9              |
| XVIII | 2019 | Чорногорія  | 27 травня — 1 червня 2019 | 9              |
| XIX   | 2021 | Андорра     | Ігри скасовані            | Ігри скасовані |
| XIX   | 2023 | Мальта      | 28 травня — 3 червня 2023 | 9              |
| XX    | 2025 | Андорра     | 26 травня — 1 червня 2025 | 9              |
| XXI   | 2027 | Монако      | Майбутня подія            | Майбутня подія |
| XXII  | 2029 | Люксембург  | Майбутня подія            | Майбутня подія |

## Види спорту
Згідно з регламентом, програма Ігор повинна обов'язково включати 6 індивідуальних видів спорту (легку атлетику, плавання, стрілянину, дзюдо, теніс та настільний теніс) та два командні (баскетбол та волейбол). Оргкомітет має право включити до програми ще не більше двох видів спорту, один з яких повинен мати олімпійський статус.
До програми Ігор-2015 як командні види включені волейбол (у тому числі пляжний) та баскетбол. Також включені змагання з гольфу та гімнастики.
У Іграх 2019 року було розіграно 113 комплектів нагород у таких видах спорту:.
- Баскетбол (2)
- Буль (4)
- Волейбол (2)
- Дзюдо (11)
- Легка атлетика (37)
- Настільний теніс (6)
- Плавання (38)
- Пляжний волейбол (2)
- Стрілковий спорт (6)
- Теніс (5)

У програмах попередніх Ігор були також представлені велоспорт, гольф, гімнастика, вітрильний спорт, сквош, стрільба з лука, важка атлетика.

## Медальна таблиця за весь час Ігор
| Країна      | Золото | Срібло | Бронза | Усього |
| ----------- | ------ | ------ | ------ | ------ |
| Ісландія    | 498    | 380    | 381    | 1259   |
| Кіпр        | 489    | 425    | 369    | 1283   |
| Люксембург  | 395    | 398    | 370    | 1163   |
| Монако      | 134    | 161    | 240    | 535    |
| Мальта      | 73     | 144    | 202    | 419    |
| Ліхтенштейн | 73     | 78     | 100    | 251    |
| Сан-Марино  | 62     | 113    | 148    | 323    |
| Чорногорія  | 50     | 18     | 38     | 106    |
| Андорра     | 48     | 93     | 129    | 270    |

## Див також
- Європейські ігри